# Шодерло де Лакло
Шодерло де Лакло (фр. Pierre Ambroise François Choderlos de Laclos; 1741 — 1803), био је француски писац и генерал.
Књижевну славу стекао је епистоларним романом „Опасне везе“ (Les liaisons dangereuses), који је више пута екранизован, али је најпознатија верзија из 1988, са Глен Клоус и Џоном Малковичем.